# Jan Geleta
Jan Geleta (* 20. května 1965) je bývalý český fotbalista, záložník. Jeho otcem je fotbalový reprezentant Ján Geleta.

## Fotbalová kariéra
V československé lize hrál za Duklu Praha. Nastoupil ve 2 ligových utkáních. Ve druhé nejvyšší soutěži hrál za TJ Autoškoda Mladá Boleslav, VTJ Žatec a TJ SU Teplice, nastoupil v 60 utkáních a dal 10 gólů.

## Ligová bilance
| Ročník                                   | Zápasy | Góly | Klub                        |
| ---------------------------------------- | ------ | ---- | --------------------------- |
| 1. československá fotbalová liga 1982/83 | 2      | 0    | Dukla Praha                 |
| česká národní fotbalová liga 1983/84     | 8      | 0    | TJ Autoškoda Mladá Boleslav |
| česká národní fotbalová liga 1985/86     | 11     | 1    | VTJ Žatec                   |
| česká národní fotbalová liga 1986/87     | 24     | 8    | TJ SU Teplice               |
| česká národní fotbalová liga 1987/88     | 15     | 1    | TJ SU Teplice               |
| česká národní fotbalová liga 1988/89     | 2      | 0    | TJ SU Teplice               |
| CELKEM                                   | 2      | 0    |                             |